# Friedrich Fehér
Friedrich Feher (nombre de nacimiento, Friedrich Weiß, Viena, 16 de marzo de 1889-Stuttgart, 30 de septiembre de 1950) fue un actor y director de cine austríaco. Empezó como empresario en el mundo del cine en 1913, pronto dio al salto a la actuación y de allí a la dirección. Su papel másconocido es el de Francis, protagonista de El gabinete del Doctor Caligari (1920). Dirigió películas como The House Without Windows ese mismo año (basado en el libro de Thea von Harbou), en el que en el que sus directores de arte imitaban las escenografías expresionistas de Caligari y ahora está considerada como perdida.

## Filmografía seleccionada
Actor
- Kabale und Liebe (1913)
- Emilia Galotti (1913) - Odoardo
- Die Räuber (1913) - Karl Moor
- Die Ehe der jungen Felicitas (1913)
- Stürme (1913)
- Die Befreiung der Schweiz und die Sage vom Wilhelm Tell (1913) - Hermann Gessler
- Theodor Körner (1914) - Theodor Körner
- Alexandra (1915) - Graf Erwin
- The Robber Bride (1916, Short)
- Lebenswogen (1917)
- Das neue Leben (1918)
- Bergblumen (1919) - Kunstler Daniel Thom Suhn
- Pro domo, das Geheimnis einer Nacht (1919)
- Der unsichtbare Gast (1919)
- Wie das Schicksal spielt (1920) - Erwin Freiburg
- El gabinete del Doctor Caligari (1920) - Franzis
- The Three Dances of Mary Wilford (1920)
- Die tote Stunde (1920)
- Tyrannei des Todes (1920) - Toter
- Die sieben Gesichter (1920)
- Marionetten des Teufels (1920)
- Die rote Hexe (1921)
- Das Haus des Dr. Gaudeamus (1921)
- Die Geburt des Antichrist (1922)
- Die Memoiren eines Mönchs (1922) - Oginski
- The Tales of Hoffmann (1923)
- Der Rosenkavalier (1926) - Valzacchi
- Ihr Junge (1931) - Michowski
- Jive Junction (1943) - Frederick Feher (final film role)

Director
- Diamonds (1920)
- The House Without Windows (1920) aka Das Haus des Dr. Gaudeamus[2]
- Confessions of a Monk (1922)
- Ssanin (1924)
- Forbidden Love (1927)
- That Murder in Berlin (1929)
- Když struny lkají (1930)
- Haunted People (1932)
- The Robber Symphony (1936)

## Premios y distinciones
Festival Internacional de Cine de Venecia
| Año  | Categoría        | Película            | Resultado |
| ---- | ---------------- | ------------------- | --------- |
| 1936 | Mención especial | The Robber Symphony | Ganador   |